# Telmaturgus costaricensis
Telmaturgus costaricensis är en tvåvingeart som beskrevs av Robinson 1967. Telmaturgus costaricensis ingår i släktet Telmaturgus och familjen styltflugor.
Artens utbredningsområde är Costa Rica. Inga underarter finns listade i Catalogue of Life.